# Salto con gli sci ai VII Giochi olimpici invernali
Nel salto con gli sci ai VII Giochi olimpici invernali fu disputata una sola gara, il 5 febbraio, riservata agli atleti di sesso maschile. Le medaglie assegnate furono ritenute valide anche ai fini dei Campionati mondiali di sci nordico 1956.

## Risultati
Sul Trampolino Italia gareggiarono 51 atleti di 16 diverse nazionalità, che a partire dalle 11:00 effettuarono due salti con valutazione della distanza e dello stile. Quella di Cortina fu la rassegna olimpica nella quale si confrontarono le due diverse tecniche di salto in uso durante gli anni cinquanta: la tradizionale Kongsberg tipica dei norvegesi e l'innovativa Däscher, più aerodinamica, alla quale erano passati con maggior rapidità finlandesi, tedeschi e sovietici. L'esito della gara olimpica decretò il successo del nuovo stile.
Al termine del primo salto la classifica era guidata dal tedesco Harry Glaß davanti ai finlandesi Aulis Kallakorpi e Antti Hyvärinen; solo undicesimi, a pari merito, i primi norvegesi, Arne Hoel e Sverre Stallvik. Nel secondo salto Glaß con il settimo punteggio fu sopravanzato sia da Hyvärinen, autore della migliore prova, sia da Kallakorpi, che con la quinta piazza confermò il suo secondo posto nella classifica generale. Nella seconda prova dietro a Hyvärinen si posizionarono, a pari merito, lo svizzero Andreas Däscher (l'inventore della nuova tecnica di salto) e il finlandese Eino Kirjonen. Soltanto un norvegese, Stallvik, riuscì a classificarsi tra i primi dieci, in una specialità dello sci nordico nella quale fino ad allora erano stati i protagonisti.
| Pos.    | Atleta                   | Nazione                   | 1º salto | 1º salto  | 2º salto | 2º salto  | Totale |
| Pos.    | Atleta                   | Nazione                   | Distanza | Punteggio | Distanza | Punteggio | Totale |
| ------- | ------------------------ | ------------------------- | -------- | --------- | -------- | --------- | ------ |
| Oro     | Antti Hyvärinen          | Finlandia                 | 81,0     | 111,5     | 84,0     | 115,5     | 227,0  |
| Argento | Aulis Kallakorpi         | Finlandia                 | 83,5     | 114,5     | 80,5     | 110,5     | 225,0  |
| Bronzo  | Harry Glaß               | Squadra Unificata Tedesca | 83,5     | 115,0     | 80,5     | 109,5     | 224,5  |
| 4       | Max Bolkart              | Squadra Unificata Tedesca | 80,0     | 111,5     | 81,5     | 111,0     | 222,5  |
| 5       | Sven Pettersson          | Svezia                    | 81,0     | 109,5     | 81,5     | 110,5     | 220,0  |
| 6       | Andreas Däscher          | Svizzera                  | 82,0     | 108,0     | 82,0     | 111,5     | 219,5  |
| 7       | Eino Kirjonen            | Finlandia                 | 78,0     | 107,5     | 81,0     | 111,5     | 219,0  |
| 8       | Werner Lesser            | Squadra Unificata Tedesca | 77,5     | 105,0     | 77,5     | 105,0     | 210,0  |
| 9       | Sverre Stallvik          | Norvegia                  | 77,0     | 104,5     | 75,5     | 103,5     | 208,0  |
| 10      | Hemmo Silvennoinen       | Finlandia                 | 75,5     | 102,5     | 77,0     | 105,0     | 207,5  |
| 11      | Arne Hoel                | Norvegia                  | 77,5     | 104,5     | 76,5     | 102,0     | 206,5  |
| 12      | Sepp Bradl               | Austria                   | 77,5     | 104,5     | 77,0     | 101,0     | 205,5  |
| 13      | Hiroshi Yoshizawa        | Giappone                  | 80,5     | 106,5     | 74,0     | 98,5      | 205,0  |
| 14      | Bror Östman              | Svezia                    | 76,0     | 102,5     | 75,5     | 102,0     | 204,5  |
| 15      | Walter Habersatter       | Austria                   | 77,5     | 102,0     | 77,5     | 99,5      | 201,5  |
| 16      | Nikolay Shamov           | Unione Sovietica          | 77,0     | 103,0     | 74,5     | 98,0      | 201,0  |
| 16      | Władysław Tajner         | Polonia                   | 74,0     | 98,0      | 76,5     | 103,0     | 201,0  |
| 18      | Asbjørn Osnes            | Norvegia                  | 75,5     | 102,0     | 72,0     | 97,5      | 199,5  |
| 19      | Rudolf Schweinberger     | Austria                   | 74,5     | 100,0     | 75,0     | 99,0      | 199,0  |
| 20      | Andrzej Gąsienica Daniel | Polonia                   | 78,0     | 102,0     | 74,5     | 96,5      | 198,5  |
| 21      | Arthur Devlin            | Stati Uniti               | 74,0     | 98,5      | 72,5     | 96,0      | 194,5  |
| 22      | Jože Zidar               | Jugoslavia                | 75,0     | 99,5      | 74,0     | 94,5      | 194,0  |
| 23      | Albin Rogelj             | Jugoslavia                | 71,0     | 94,0      | 74,5     | 98,5      | 192,5  |
| 24      | Janez Polda              | Jugoslavia                | 74,5     | 96,5      | 74,0     | 95,0      | 191,5  |
| 25      | Roman Gąsienica Sieczka  | Polonia                   | 77,5     | 101,5     | 71,5     | 88,0      | 189,5  |
| 26      | Sepp Kleisl              | Squadra Unificata Tedesca | 73,0     | 95,0      | 71,0     | 94,0      | 189,0  |
| 27      | Jacques Charland         | Canada                    | 76,0     | 94,5      | 73,0     | 93,5      | 188,0  |
| 28      | Mojmír Stuchlík          | Cecoslovacchia            | 74,0     | 98,5      | 74,0     | 89,0      | 187,5  |
| 29      | Jáchym Bulín             | Cecoslovacchia            | 71,5     | 93,5      | 70,5     | 92,5      | 186,0  |
| 30      | Józef Huczek             | Polonia                   | 70,5     | 95,5      | 67,0     | 89,5      | 185,0  |
| 30      | K'oba Ts'akadze          | Unione Sovietica          | 80,5     | 107,0     | 82,5     | 78,0      | 185,0  |
| 30      | Otto Leodolter           | Austria                   | 72,0     | 94,0      | 72,5     | 91,0      | 185,0  |
| 33      | Tito Tolin               | Italia                    | 69,5     | 91,0      | 71,5     | 93,5      | 184,5  |
| 34      | Yury Moshkin             | Unione Sovietica          | 73,0     | 91,5      | 74,0     | 92,5      | 184,0  |
| 35      | Sverre Stenersen         | Norvegia                  | 72,0     | 90,5      | 70,0     | 93,0      | 183,5  |
| 36      | Roy Sherwood             | Stati Uniti               | 71,5     | 94,0      | 68,0     | 89,0      | 183,0  |
| 37      | Luigi Pennacchio         | Italia                    | 70,5     | 91,0      | 67,5     | 89,5      | 180,5  |
| 38      | Alfred Prucker           | Italia                    | 67,5     | 88,0      | 68,5     | 91,5      | 179,5  |
| 39      | Koichi Sato              | Giappone                  | 68,0     | 91,0      | 66,0     | 87,5      | 178,5  |
| 40      | Conrad Rochat            | Svizzera                  | 68,5     | 89,5      | 68,5     | 87,5      | 177,0  |
| 41      | Holger Karlsson          | Svezia                    | 76,0     | 71,5      | 77,5     | 104,5     | 176,0  |
| 42      | Nicolae Munteanu         | Romania                   | 66,0     | 85,0      | 70,0     | 90,0      | 175,0  |
| 43      | Willis Stuart Olson      | Stati Uniti               | 65,0     | 84,5      | 69,5     | 90,0      | 174,5  |
| 44      | Erik Styf                | Svezia                    | 76,0     | 102,5     | 75,0     | 66,5      | 169,0  |
| 45      | Francis Perret           | Svizzera                  | 66,0     | 86,0      | 64,0     | 82,5      | 168,5  |
| 46      | André Monnier            | Francia                   | 67,5     | 82,5      | 66,0     | 85,0      | 167,5  |
| 46      | Richard Rabasa           | Francia                   | 66,0     | 84,5      | 66,0     | 83,0      | 167,5  |
| 48      | Enzo Perin               | Italia                    | 67,0     | 83,5      | 63,5     | 80,5      | 164,0  |
| 48      | Régis Rey                | Francia                   | 65,0     | 82,0      | 65,0     | 82,0      | 164,0  |
| 50      | Janez Gorišek            | Jugoslavia                | 63,5     | 81,5      | 63,5     | 80,5      | 162,0  |
| 51      | Dick Rahoi               | Stati Uniti               | 71,5     | 86,0      | 78,0     | 72,0      | 158,0  |

## Medagliere
| Posizione | Paese                     |   |   |   | Totale |
| --------- | ------------------------- | - | - | - | ------ |
| 1         | Finlandia                 | 1 | 1 | 0 | 2      |
| 2         | Squadra Unificata Tedesca | 0 | 0 | 1 | 1      |
| Totale    | Totale                    | 1 | 1 | 1 | 3      |